# GSPD
GSPD (рус. Джи-Эc-Пи-Ди; настоящее имя — Дави́д И́горевич Де́кунов; род. 10 августа 1993, Нижний Тагил) — российский музыкант и продюсер.

## Биография

### Ранняя жизнь
Родился 10 августа 1993 года в Нижнем Тагиле. Давид учился в Лицее №51 Нижнего Тагила. Известно, что в этом же лицее в 1999 — 2004 годах так же обучался солист группы Т9 Владимир Солдатов. Занимался в музыкальной школе, где отучился 4 года в классе фортепиано.
После окончания школы он переехал в Санкт-Петербург с целью обучения в СПбГУ. Обучался по образовательной программе «политология». Позже, в своем профиле в Instagram неоднократно утверждал, что окончил университет с отличием и демонстрировал полученный красный диплом. В то же время в одном из интервью утверждал, что на некоторое время был отчислен из университета, в который позднее вернулся.
Во время обучения в университете Давид большую часть времени проживал в общежитии в студенческом городке СПбГУ в Петергофе. В Петербурге устроился работать таксистом в Uber на своем авто, отработал 10 месяцев. От монотонной работы, равно как и от часто случавшихся с ним необычных историй во время работы в такси, начал экспериментировать с музыкой. По словам Давида, свои первые песни он создавал на iPhone в программе GarageBand, используя простую гарнитуру из комплектации iPhone.

### Начало карьеры
В 2015 году на своей странице в ВКонтакте начал публиковать свои первые треки под псевдонимом «Мс Господь». В текстах первых песен Давид иронизировал над криминальной субкультурой АУЕ, российским шоу-бизнесом, интернет-мемами («Гимн МАДИ»), образом жизни современной молодежи («Илита», «ILITA 2007»), другими исполнителями ( «Спортивный гомункул», пародия на трек группы Буерак «Спортивные очки» и одновременно на популярные в 2016 году мемы про гомункулов)  и некоторыми популярными личностями. В песнях зачастую затрагивались табуированные темы, использовалась нецензурная лексика, неоднозначные с точки зрения морали метафоры и незавуалированные оскорбления.
Треки исполнителя распространялись в мем-сообществах в социальной сети ВКонтакте. В начале 2016 года треки Деймура появились в записях, публикуемых в набирающем популярность интернет-сообществе АМДЭВС. 26 марта 2016 года в Санкт-Петербурге администраторами АМДЭВС организовывался первый фестиваль современной культуры «Пыльник», на который в числе прочих артистов был приглашен МС Господь. Об артисте сообщалось, что его творчество представляет из себя «эксперименты от dubstep до minimal synth, от тюремной электроники до милых песен о дружбе с гомункулом». Это выступление стало первым для исполнителя.
На первом «Пыльнике» МС Господь выступал в компании своих университетских товарищей, вместе с которыми играл в КВН. Выступление продолжалось около 20-30 минут, в числе исполненных песен были многие треки, которые впоследствии никогда не добавлялись в какие-либо EP и не перевыпускались в рамках проекта «GSPD». На фестивале Давид познакомился со Славой КПСС и Замаем. Впоследствии на некоторых концертах в Санкт-Петербурге оба музыканта появлялись у Давида в качестве приглашенных гостей, а также записали совместные треки («Комар-Парижанин», и «Ни надежды, ни Бога, ни хип-хопа»).
Вплоть до весны 2017 года Давид продолжал выпускать новые треки, которые позже будут объединены в релизы «Для первого и последнего раза» и «Девочки на дискотеке». МС Господь часто появлялся на различных фестивалях. Параллельно с написанием песен Давид подрабатывал в небольшой организации, предоставлявшей услуги по SEO-оптимизации.

### Популярность

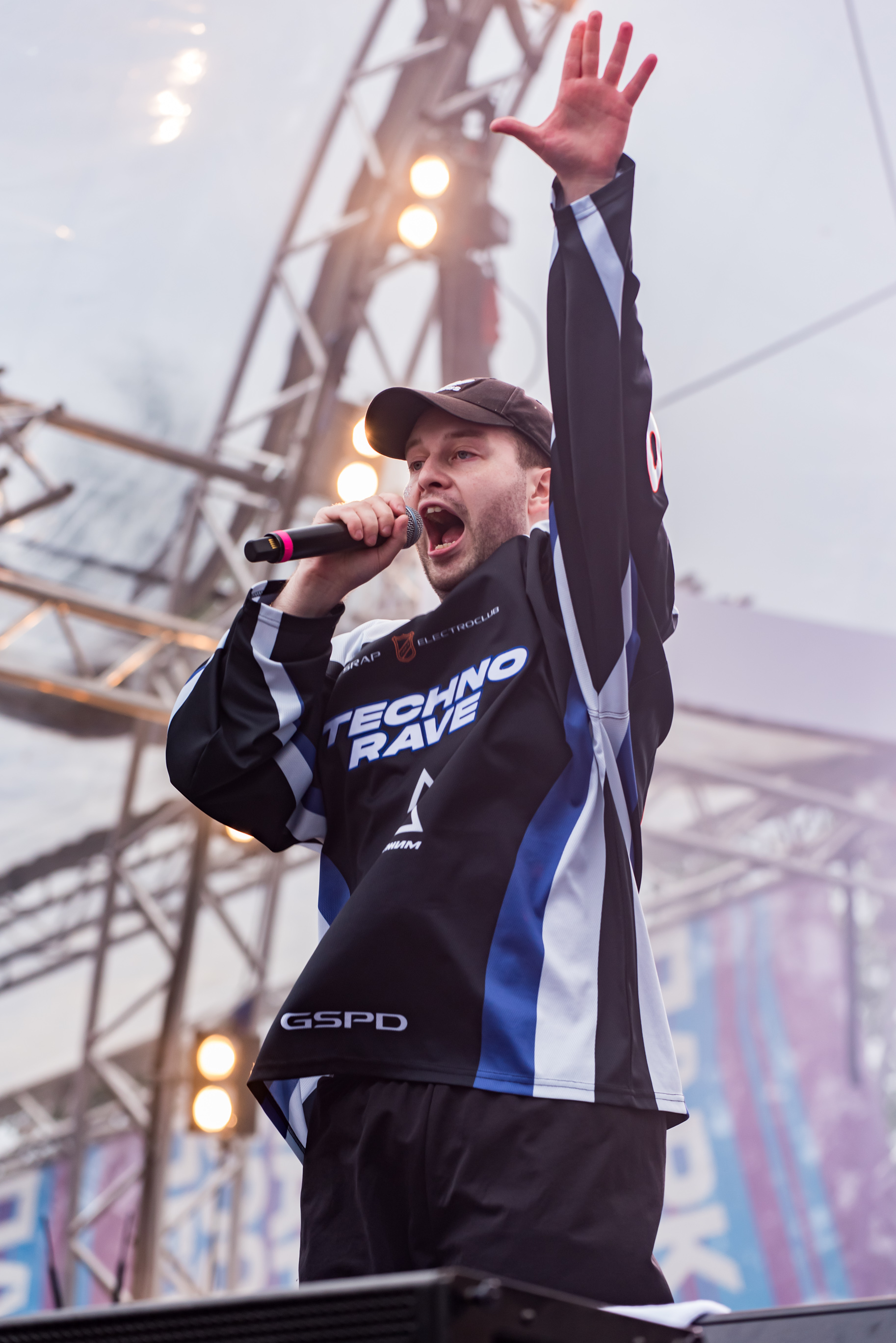
GSPD выступает на VK Fest в 2022 году

Весной 2017 года Давид представил свой альбом «Rape After Rave», который явился первым оформленным полноценным EP. В рамках выхода альбома был произведён ребрендинг проекта, и псевдоним «МС Господь» был заменён на «GSPD» (как утверждал сам Давид, буквы не имеют расшифровки, но позже пришедшую аббревиатуру «Girls, Sex, Pump, Dance» он принял как действительность).
Первое выступление с новым альбомом случилось 8 мая 2017 года на фестивале «Победный Супер-рейв в Ионотеке». На вошедший в EP трек «Дура» был снят первый полноценный клип. Оператором и продюсером клипа стала Арина Буланова. До этого у Давида уже были несколько music-video, скомпилированных Евой Масоновой.
В начале осени 2017 года вышел новый EP «Красивая Россия».
В феврале 2018 года GSPD выпустил новый EP — «Rave Epidemic». После выхода альбома Давид отправляется в свой первый тур, состоящий из шестнадцати городов в России.
В марте 2018 года вышел клип на песню «Танцуй-убивай». Оператором и продюсером стала также Арина Буланова, в клипе снимались товарищи Давида по выступлениям за одну команду в студенческом КВН. В мае 2018 года вышел клип на песню «Евродэнс». Оператором клипа стал оператор проекта XS Project. Летом 2018 года вышел мини-альбом «Космос».
В августе 2018 года вышел альбом «Поколение греха». На создание EP Давида вдохновил сериал «Чёрное зеркало». Каждая песня альбома описывает один из смертных грехов.
В конце ноября Давид собрал sold-out в крупнейшем в Санкт-Петербурге концертном клубе «А2» (вместимость 3500 человек).
В 2019 году во многих городах концерты GSPD находились под угрозой отмены из-за нецензурной лексики и упоминания наркотиков в текстах песен. В том же году Давид выпускает альбом «MYЗЛО».
28 января 2021 года вышел альбом «Ленинградский Электроклуб». В альбоме почти отсутствует ненормативная лексика: нецензурная брань проскакивает лишь в трех треках.
5 октября 2021 года в Instagram Давид сообщил о том, что планируется выпуск rework-альбома. Полный трек-лист альбома стал доступен 21 ноября: «Ультразвук», «Маньяк», «220», «Это неправильно», «Неоновое небо» (ft. DEAD BLONDE), «RAVEIN», «Комар-парижанин» (ft. Слава КПСС). 3 декабря вышел трек «Ультразвук». 10 декабря вышел второй сингл, «220». 17 декабря вышел мини-альбом «Старые песни о главном».
«СПОРТ РЕЖИМ : КРАСНЫЙ СВЕТ , ЗЕЛЁНЫЙ СВЕТ» 2023 год. Альбом вышел в 2-ух частях.

## Личная жизнь
С 2019 года женат на Арине Булановой (Dead Blonde).
В качестве источников вдохновения Давид называл творчество Бенни Бенасси, Scooter, Виктора Цоя, Иванушек International, Руки Вверх!, АК-47.

## Дискография

### Альбомы
| Год выпуска | Название                    |
| ----------- | --------------------------- |
| 2016        | «Девочки на дискотеке»      |
| 2017        | «Красивая Россия»           |
| 2018        | «Rave Epidemic»             |
| 2018        | «Поколение греха»           |
| 2019        | «MYЗЛО»                     |
| 2021        | «Ленинградский Электроклуб» |
| 2023        | «СПОРТ РЕЖИМ:КРАСНЫЙ СВЕТ»  |
| 2023        | «СПОРТ РЕЖИМ:ЗЕЛЁНЫЙ СВЕТ»  |

### Мини-альбомы (EP)
| Год выпуска | Название                                |
| ----------- | --------------------------------------- |
| 2016        | «Для первого и последнего раза»         |
| 2017        | «Rape After Rave»                       |
| 2018        | «Barbiesize» (совм. с Ежемесячные)      |
| 2018        | «Космос»                                |
| 2021        | «Старые песни о главном» Reworked Album |
| 2024        | «Грустные песни для веселых людей»      |

### Синглы
| Год  | Название                              |
| ---- | ------------------------------------- |
| 2017 | «Про любовь»                          |
| 2017 | «Метафизика чисто по приколу»         |
| 2018 | «Гимн Казантипа»                      |
| 2018 | «Techno Baby» (I Really Wanna Dance!) |
| 2018 | «Триллер»                             |
| 2019 | «Маньяк»                              |
| 2019 | «I Love Hardbass»                     |
| 2019 | «Газ в пол» (feat. Cosmo & Skoro)     |
| 2019 | «Быстрый»                             |
| 2019 | «Одноклассники точка ру»              |
| 2019 | «ДИСКОТЕКА 2020»                      |
| 2019 | «Antigirl»                            |
| 2019 | «Эйфория»                             |
| 2020 | «Кто сказал мяу?»                     |
| 2020 | «Электроклуб»                         |
| 2021 | «Просто такой возраст»                |
| 2021 | «Верните мой 2017»                    |
| 2021 | «У России три пути»                   |
| 2021 | «Ультразвук» [2021 Rework]            |
| 2021 | «220» [2021 Rework]                   |
| 2022 | «Sega Mega Drive»                     |
| 2022 | «Млечный Путь»                        |
| 2022 | «Гудбай»                              |
| 2022 | «Выпускница»                          |
| 2023 | «БИПОЛЯРНАЯ ЗВЕЗДА» (feat. Мукка)     |
| 2024 | «Сердца в огне» (feat. RAM)           |
| 2025 | «СПАСИ И ПОТУСИ»                      |

### Ремиксы
| Год  | Название                                |
| ---- | --------------------------------------- |
| 2018 | «Ультразвук» (Karate Remix)             |
| 2019 | «Триллер» (feat. COSMO & SKORO) [Remix] |
| 2019 | «Эра Рэйва» (Техно Самурай Remix)       |
| 2021 | «Евробит» (Beatcater Remix)             |
| 2023 | «Евробит» (EDEXY Remix)                 |

### Акустические версии
| Год  | Название                                         |
| ---- | ------------------------------------------------ |
| 2018 | «Ты подсела на игру» (Special Edition)           |
| 2019 | «Я тебя никогда не отдам мусорам» (Punk Version) |

### Гостевое участие
- Слава КПСС, GSPD — «Комар-парижанин» (2017)
- Паша Техник, GSPD – «Summer Twenty 8teen» (2017)
- Замай и Слава КПСС, GSPD — «Пэппи» (2018)
- CMH, GSPD — «Быстрый» (2019)
- CMH, GSPD, Russian Vilage Boys — «Antigirl» (2019)
- DEAD BLONDE, GSPD — «Первая дискотека» (2020)
- CMH, GSPD — «Беды с башкой» (2020)
- Russian Village Boys, GSPD – «Fuck This Shit» (2020)
- Kyivstoner, GSPD — «HÄNDE HOCH» (2020)
- KARATE, GSPD – «Мы всё ещё ждём» (2020)
- Слава КПСС, Замай, СД, Алёхин, Сперанский, DEAD BLONDE, GSPD, Иван Смех, Ваня Айван, Double V — «Ни надежды, ни Бога, ни хип-хопа» (2020)
- Житность, GSPD – «Мальчик на девятке 2» (2021)
- Зараза, GSPD – «Радио «Активность» (2021)
- CMH, GSPD — «Сессия» (2021)
- DK, GSPD — «Ping Pong» (2021)
- Житность, Booker, GSPD, ЮГ 404, Lida, BEATCASTER, Совергон – «Панч-боб» (2021)
- Lida, GSPD — «Евробит» (2021)
- Житность, DEAD BLONDE, GSPD – «Хиточек» (2021)
- Skurt, GSPD – «Забываю тебя» (2021)
- CMH, GSPD – «Электро-кавказ» (2021)
- DEAD BLONDE, GSPD — «Государственная Служба Пропаганды Дискотек» (2021)
- Житность, Слава КПСС, Lida, GSPD, Джарахов, Замай – «Сахарок» (2022)
- Lida, CMH, GSPD - «Сумасшедшая» (2022)
- CMH, DEAD BLONDE, GSPD - «Бесконечное лето» (2022)
- DEAD BLONDE, GSPD - «ОТТЕПЕЛЬ» (2025)
- mzlff, GSPD - «мы не станем другими» (2025)

## Видеография
| Год  | Название                                                 | Примечание |
| ---- | -------------------------------------------------------- | ---------- |
| 2017 | «Дура»                                                   |            |
| 2018 | «Танцуй Убивай»                                          |            |
| 2018 | «Евроденс»                                               |            |
| 2018 | «NFS Underground»                                        |            |
| 2018 | «Триллер»                                                |            |
| 2019 | «I LOVE HARDBASS» (Совместно с XS PROJECT)               |            |
| 2019 | «Быстрый» (Совместно с CMH)                              |            |
| 2019 | «Заряженный»                                             |            |
| 2019 | «ANTI GIRL» (Совместно с CMH и Russian Village Boys)     |            |
| 2020 | «Я тебя никогда не отдам мусорам (Punk Version)» Евробит |            |
| 2023 | «Последний герой»                                        |            |

## Рэп-баттлы

### ЛигаГнойного
| Дата            | Противник | Результат  | Примечание                                      |
| --------------- | --------- | ---------- | ----------------------------------------------- |
| 4 сентября 2018 | ЭПП       | Не судился | Давид выступал под псевдонимом «Чёрный Русский» |